# فراديييفكا (ميكولاييفسكا)
فراديييفكا (Врадіївка) هي مدينة في مقاطعة ميكولاييفسكا في أوكرانيا.
يبلغ عدد سكانها حوالي 9479 نسمة.